# Грабский, Владислав Доминик
Владислав Доминик Гра́бский (пол. Władysław Dominik Grabski, в русских документах Владислав Феликсович Грабский; 7 июля 1874, Борув — 1 марта 1938, Варшава) — польский политик, экономист, историк.

## Биография
Родился в дворянской семье. Младший брат Станислава Грабского. Образование получил в Парижском университете. Основал несколько сельскохозяйственных обществ в Бохене и Ловиче. Основатель и первый директор «Мелиорационного общества» в Варшаве. В 1900 году женился на Катажине Левандовской, которая родила ему четырёх детей. Депутат I-й, II-й и III-й Государственных Дум от Варшавской губернии.
Премьер-министр Польши в 1920, 1923—1925 годах. Министр казны в 1919—1920, 1923—1924. Один из руководителей Национально-демократической партии.
Сформированное в 1923 году правительство Грабского осуществило комплекс мер по оздоровлению экономики: были сокращены правительственные расходы, в том числе военные, улучшился сбор налогов (в частности, потому, что их стали рассчитывать не в обесценивающейся валюте, а на основе золота), повысились акцизы на алкоголь, сахар, спички, был введён налог на имущество. Правительство Грабского провело денежную реформу, результатом которой стало появление с 1 мая 1924 года новой национальной валюты — злотого, курс которого был равен курсу швейцарского франка.

## Избранные труды
- Bilans Królestwa Polskiego w finansach Rosji. Warszawa 1909.
- Баланс Царства Польского в финансах Российской империи. Варшава, 1916. (перевод на русский язык)
- Cel i zadania polityki agrarnej w Polsce, Warszawa 1918.
- Dwa programy. Replika w sprawie pożyczki zapałczanej, Warszawa 1927.
- Historia Towarzystwa Rolniczego 1858—1861 T. 1-2. Warszawa, 1904;
- O własnych siłach. Zbiór artykułów na czasie, Warszawa 1926.
- Historia wsi w Polsce, Warszawa 1929.
- Wieś i folwark
- Wieś jako siła społeczna
- Взгляд на политику и работу польских парламентских депутатов в работе III Государственной Думы. Варшава, 1909;
- Данные о географическом распределении государственных доходов и расходов в 1908-1910 годах. СПб., 1910;
- К вопросу о положении губерний Царства Польского в государственном хозяйстве, возбужденному в Государственной думе по поводу проекта уравнения налога с городских недвижимостей. СПб., 1910;